# Binaced (kommunhuvudort)
Binaced är en kommunhuvudort i Spanien.   Den ligger i provinsen Provincia de Huesca och regionen Aragonien, i den nordöstra delen av landet, 400 km öster om huvudstaden Madrid. Binaced ligger 283 meter över havet och antalet invånare är 1 607.
Terrängen runt Binaced är platt. Runt Binaced är det glesbefolkat, med 13 invånare per kvadratkilometer. Närmaste större samhälle är Binéfar, 8,2 km öster om Binaced. Trakten runt Binaced består till största delen av jordbruksmark.